# Liste der Baudenkmäler in Marktoberdorf
Auf dieser Seite sind die Baudenkmäler in der schwäbischen Stadt Marktoberdorf zusammengestellt. Diese Tabelle ist eine Teilliste der Liste der Baudenkmäler in Bayern. Grundlage ist die Bayerische Denkmalliste, die auf Basis des Bayerischen Denkmalschutzgesetzes vom 1. Oktober 1973 erstmals erstellt wurde und seither durch das Bayerische Landesamt für Denkmalpflege geführt wird. Die folgenden Angaben ersetzen nicht die rechtsverbindliche Auskunft der Denkmalschutzbehörde.

## Baudenkmäler nach Ortsteilen

### Marktoberdorf
| Lage                                                                                  | Objekt                                    | Beschreibung | Akten-Nr.      | Bild                                      |
| ------------------------------------------------------------------------------------- | ----------------------------------------- | --- | -------------- | ----------------------------------------- |
| Buchelweg 15 (Standort)                                                               | Kapelle St. Wendelin                      | kleiner Satteldachbau mit Vordach auf dorischen Säulen, 1907/08 erbaut, 1922/23 umgestaltet; mit Ausstattung. | D-7-77-151-19  | weitere Bilder                            |
| Georg-Fischer-Straße 1 (Standort)                                                     | Gasthaus zum Hirsch                       | Gasthaus und Geburtshaus des Baumeisters Johann Georg Fischer, dreigeschossiger Walmdachbau, im Kern 17. Jahrhundert | D-7-77-151-1   | Gasthaus zum Hirsch                       |
| Georg-Fischer-Straße 14 (Standort)                                                    | Katholische Frauenkapelle                 | Saalbau mit Satteldach und Nordturm mit Haubendach mit Laterne, spätgotisch, vor 1478 errichtet, 1700 durch Georg Halbritter Langhaus verlängert, Mauern erhöht und barockisiert, 1710 Turmerhöhung, 1931/32 Anbau des nördlichen Seitenschiffs; mit Ausstattung. | D-7-77-151-2   | weitere Bilder                            |
| Gschwenderstraße 7 a (Standort)                                                       | Kino Filmburg                             | sogenannte Filmburg, zweigeschossiger Saalbau mit rechtwinklig angeschlossenem Foyer und Flachdach, 1955 von Eduard Wiedemann. | D-7-77-151-86  | Kino Filmburg                             |
| Kaufbeurener Straße (Standort)                                                        | Wegkapelle                                | kleiner Massivbau, Mitte 19. Jahrhundert | D-7-77-151-20  | Wegkapelle                                |
| Kaufbeurener Straße 1 (Standort)                                                      | Gasthaus zum Engel                        | langgestreckter Flachdachbau, im Kern 17. Jahrhundert, im 18. Jahrhundert erneuert. | D-7-77-151-3   | Gasthaus zum Engel                        |
| Kaufbeurener Straße 13 (Standort)                                                     | Bauernhaus                                | zweigeschossiger Satteldachbau mit Gesimsgliederung, Kniestock und Widerkehr, am Giebel bez. 1905. Denkmaltafel am Giebel (teils verwittert): "Hier stand in fränkischer Zeit ein Königshof. Aus den Verwaltern (Maiern) dieses Königshofes bildete sich ein Oberdorfer Adelsgeschlecht. 1266 war der Maierhof im Besitz der Mindelberger und ging durch Tausch an das ... Augsburg über." | D-7-77-151-89  | Bauernhaus                                |
| Kemptener Straße 1 (Standort)                                                         | Wohnhaus                                  | zweigeschossiger Satteldachbau mit reichem historistischen Stuckdekor, Ende 19. Jahrhundert erbaut. | D-7-77-151-4   | Wohnhaus                                  |
| Kurfürstenallee (100 m östlich des Schlosses bis zum sogenannten Waldberg) (Standort) | Kurfürstenallee                           | 1,9 km lange Lindenallee, planmäßige Anlage im Auftrag des Fürstbischofs, um 1780 entstanden. | D-7-77-151-17  | weitere Bilder                            |
| Kurfürstenallee 32 (Standort)                                                         | Eiskeller                                 | erdüberdeckter tonnengewölbter Rechteckkeller mit Zugang an der Nordseite, 1. Hälfte 19. Jahrhundert | D-7-77-151-94  | BW                                        |
| Kurfürstenstraße 12 (Standort)                                                        | Sogenannte Villa Maria                    | zweigeschossiger Massivbau über Kellersockel, mit Halbwalmdach, rustiziertem Erd- und verklinkertem Obergeschoss sowie Zwerchhaus, Giebel mit Freigespärren im Schweizerhausstil, für Nikolaus Dömling, von Schmid, 1897; Garten mit Nebengebäude, eingeschossiger Holzbau mit Satteldach, gleichzeitig | D-7-77-151-100 | Sogenannte Villa Maria                    |
| Kurfürstenstraße 15 (Standort)                                                        | Stadtpfarrkirche St. Martin               | Saalbau mit Satteldach,Südturm mit Zwiebelhaube und Wandgliederung sowie quadratischem Vorchor, barock,um 1200 romanischer Bau errichtet, 1437 zur gotischen Kirche erweitert und umgestaltet,1680 durch Hans Gannebacher Turmerhöhung, 1722 Turmabschluss, 1769 erneute Turmerhöhung unter Wiederverwendung der Zwiebelhaube, 1732–34 aufwendiger Neubau unter Verwendung der Chormauern durch Joseph Halbritter und Paul Bienz nach Entwurf von Johann Georg Fischer, nach 1900 Umbau der Annexe südlich am Chor; mit Ausstattung; Grabkapelle des Fürstbischofs Clemens Wenzeslaus, oktogonaler Zentralbau mit Pilastergliederung und halbrunder Haube, 1823 errichtet. | D-7-77-151-5   | weitere Bilder                            |
| Kurfürstenstraße 19 (Standort)                                                        | Ehemaliges Fürstbischöfliches Schloss     | jetzt Bayerische Musikakademie und Vermessungsamt, unregelmäßige dreigeschossige Vierflügelanlage um Rechteckhof mit Walmdächern, Fenstern mit geohrten Rahmen und Hauptportal im Westen, 1723–28 nach Entwurf von Johann Georg Fischer durch Joseph Halbritter und Paul Bienz erbaut, 1761/62 Erhöhung und Umgestaltung des Zwischentraktes und Nordflügels unter Leitung von Franz Kleinhans und Benedikt Nigg; Pförtnerhaus, erdgeschossiger Satteldachbau mit Wandgliederung, 2. Hälfte 18. Jahrhundert entstanden | D-7-77-151-6   | weitere Bilder                            |
| Marktplatz (Standort)                                                                 | Brunnen                                   | Brunnensäule mit Löwenköpfen und hexagonalem Becken, klassizistisch, um 1800 errichtet, 1803 verändert. | D-7-77-151-11  | Brunnen                                   |
| Marktplatz 1 (Standort)                                                               | Ehemaliges Amtshaus                       | Ehem. Amtshaus, dreigeschossiger Walmdachbau mit nördlichem Portal und Wappen des Fürstbischofs Joseph Landgraf von Hessen-Darmstadt, 1748 erbaut, 1962 um das zweite Obergeschoss erhöht. | D-7-77-151-9   | Ehemaliges Amtshaus                       |
| Marktplatz 3 (Standort)                                                               | Hausfigur                                 | Frauenstatue in historisierendem Stil, um 1900. | D-7-77-151-10  | Hausfigur                                 |
| Marktplatz 8 (Standort)                                                               | Altes Rathaus                             | zweigeschossiger Satteldachbau mit Schleppgauben und Volutengiebeln, 1723 vermutl. nach Plan von Johann Georg Fischer erbaut, mit Büste des Fürstbischofs Clemenz Wenzlaus, 1791 von Franz Xaver Erdt. | D-7-77-151-13  | weitere Bilder                            |
| Marktplatz 11 (Standort)                                                              | Ehemaliges Gasthaus                       | zweigeschossiger Satteldachbau mit hohem Kniestock, im Kern spätmittelalterlich, im 17./18. Jahrhundert erweitert, um 1857 (dendrochronologisch datiert) erhöht, um 1928 durch Ambros Madlener und später verändert. 2023 nach umfassender Sanierung unter dem historischen Namen "Baldauf" und dem Wiederanbau des Salettl (bis 1937) als Gasthaus neu eröffnet. | D-7-77-151-90  | Ehemaliges Gasthaus                       |
| Marktplatz 13 (Standort)                                                              | Ehem. Bauernhaus, 1947–1989 Neues Rathaus | breit gelagerter, zweigeschossiger Satteldachbau, Ende 18. / Anfang 19. Jahrhundert, um 1880–1900 zu Wohn- und Geschäftshaus umgebaut und Eckerker mit polygonalem Obergeschoss hinzugefügt, 1946/47 umgebaut und Fassaden neu gestaltet durch Fritz Holzmann unter Mitarbeit von Josef März, Xaver Sepp. | D-7-77-151-14  | Ehem. Bauernhaus, 1947–1989 Neues Rathaus |
| Marktplatz 15 (Standort)                                                              | Ehemalige Asmus’sche Stadtapotheke        | Apotheke, zweigeschossiger Mansardwalmdachbau mit Segmentbogenfenstern, frühes 19. Jahrhundert | D-7-77-151-15  | Ehemalige Asmus’sche Stadtapotheke        |
| Meichelbeckstraße 14 (Standort)                                                       | ehemaliger Bauernhof                      | hakenförmige Anlage mit zwei, durch die Ökonomie verbundenen Wohnteilen, beide zweigeschossig mit Kniestock und Satteldach, Nordflügel im Kern 17./18. Jahrhundert, im späten 19./frühen 20. Jahrhundert mit der Erweiterung um den Westflügel erhöht. | D-7-77-151-92  | ehemaliger Bauernhof                      |
| Meichelbeckstraße 16 (Standort)                                                       | ehemaliger Bauernhof, „Hartmannhaus“      | jetzt Heimatmuseum, zweigeschossig mit Kniestock und Satteldach, westlich anschließend Ökonomie, im Kern wohl 18. Jahrhundert, Ende des 19. Jahrhunderts verändert. | D-7-77-151-93  | ehemaliger Bauernhof, „Hartmannhaus“      |
| Poststraße 7 (Standort)                                                               | Wohn- und Geschäftshaus                   | zweigeschossiger Schopfwalmdachbau mit Zwerchgiebel und Putzgliederung,um 1890/95. | D-7-77-151-88  | Wohn- und Geschäftshaus                   |
| Poststraße 9 (Standort)                                                               | Ehemaliges Postamt                        | breitgelagerter zweigeschossiger Walmdachbau mit Reiterskulptur über dem Eingang, Heimatschutzstil, 1924 von Architekt Döll. | D-7-77-151-12  | Ehemaliges Postamt                        |
| Salzstraße 7 (Standort)                                                               | Wohnteil eines ehemaligen Bauernhauses    | zweigeschossiger Satteldachbau, im Kern 17./18. Jahrhundert, später verändert. | D-7-77-151-87  | Wohnteil eines ehemaligen Bauernhauses    |
| Salzstraße 10 (Standort)                                                              | Wohnhaus                                  | zweigeschossiger Satteldachbau mit verziertem Schwebegiebel und Holzbalkonen, um 1900; Nebengebäude, jetzt Volkshochschule, zweigeschossiger Satteldachbau, 1905. | D-7-77-151-84  | Wohnhaus                                  |
| Salzstraße 12, 12 a (Standort)                                                        | Gasthof Neue Post                         | zweigeschossiger Satteldachbau mit Wandgliederung im Jugendstildekor, um 1900/10. | D-7-77-151-16  | Gasthof Neue Post                         |
| Hochwieswald, Kohlhundner Feld (am Westrand des Hochwieswaldes) (Standort)            | Pestfriedhof                              | ursprünglich um 1634 angelegt, 1913 Mauer aus Roll- und Bruchsteinmauerwerk errichtet und Grabkreuze des 19. Jahrhunderts zweitverwendet. | D-7-77-151-18  | weitere Bilder                            |

### Balteratsried
| Lage                         | Objekt                | Beschreibung | Akten-Nr.     | Bild               |
| ---------------------------- | --------------------- | --- | ------------- | ------------------ |
| Freybergstraße 18 (Standort) | Gasthof zum Hirsch    | Gasthof Zum Hirsch, zweigeschossiger Flachsatteldachbau, mit geschweiften Bügen und Schrägbalken am Giebel mit Drachenkopfenden, Ende 18. Jh.                        | D-7-77-151-22 | Gasthof zum Hirsch |
| Freybergstraße 19 (Standort) | Kapelle St. Dominikus | Kath. Kapelle St. Dominikus, Satteldachbau mit Vorzeichen und westlichem Dachreiter mit Pyramidendach, 1671 erbaut, 18./19. Jh. Vorzeichen ergänzt; mit Ausstattung. | D-7-77-151-21 | weitere Bilder     |

### Bertoldshofen
| Lage                                                        | Objekt                              | Beschreibung | Akten-Nr.     | Bild                     |
| ----------------------------------------------------------- | ----------------------------------- | --- | ------------- | ------------------------ |
| Geltnachstraße 3 (Standort)                                 | Antoniussäule                       | Steinsäule mit Heiligenfigur, bez. 1705. | D-7-77-151-31 | Antoniussäule            |
| Haldenfeld, am westlichen Ortsrand an der B 472. (Standort) | Steinsockel mit Kruzifix            | Kruzifix von 1856 auf grob behauenem Natursteinsockel des 17./18. Jahrhundert | D-7-77-151-33 | Steinsockel mit Kruzifix |
| Kreisstraße 1 (Standort)                                    | Pfarrhaus                           | zweigeschossiger Satteldachbau mit kräftigem Gesims,1766/67 erbaut; Pfarrstadel, verschalter Ständerbau mit Satteldach, Riegelwänden, Bändern und Andreaskreuzen, um 1765/70. | D-7-77-151-25 | Pfarrhaus                |
| Schloßberg; an der alten Straße nach Burk (Standort)        | Sühnekreuz                          | Tuffstein, 1481 errichtet. | D-7-77-151-32 | Sühnekreuz               |
| Schloßbergstraße 21 (Standort)                              | Bauernhaus                          | Mittertennbau, zweigeschossiger Putzbau mit Satteldach, Wirtschaftsteil holzverschalt, im Kern wohl 2. Hälfte 18. Jahrhundert, Erneuerungen 1879, Wirtschaftsteil mit nördlicher Widerkehr 1923 und Stall 1928 verändert | D-7-77-151-99 | BW                       |
| Schloßbergstraße 24 (Standort)                              | Wegkapelle                          | Massivbau mit Walmdach und Segmentbogentür, 1638. | D-7-77-151-26 | Wegkapelle               |
| Schongauer Straße 12 (Standort)                             | Katholische Kapelle St. Rochus      | Saalbau mit Satteldach, Rundbogenfenstern und westlichem Dachreiter mit oktogonalen Aufsatz und Zwiebelhaube, barock, 1688/89 durch Augustin Stickel erbaut, 1697/98 durch Pfeilervorlagen am Außenbau gesichert, 1728/29 durch Paul Bienz Vorzeichen ergänzt; mit Ausstattung. | D-7-77-151-28 | weitere Bilder           |
| Schongauer Straße 13 (Standort)                             | Hausfigur                           | Kruzifix, Anfang 18. Jahrhundert | D-7-77-151-29 | Hausfigur                |
| Schongauer Straße 15 (Standort)                             | Katholische Pfarrkirche St. Michael | Saalbau mit Querarmen, Satteldächern, Rundbogenfenstern, Pilastergliederung, Seitenkapellen sowie Nordturm mit Oktogon und Laternenhaube, spätgotischer Turmunterbau, barock, 1680–85 durchgreifende Umgestaltung der mittelalterlichen Kirche mit gleichzeitiger Erneuerung des Chores durch Augustin Stickel, 1727 Entwurf durch Johann Georg Fischer für grundlegenden Umbau, bis 1731 durch Paul Bienz ausgeführt, 1738 Weihe; mit Ausstattung. | D-7-77-151-30 | weitere Bilder           |

### Burk
| Lage               | Objekt                     | Beschreibung | Akten-Nr.     | Bild           |
| ------------------ | -------------------------- | --- | ------------- | -------------- |
| Burk 19 (Standort) | Filialkirche St. Sebastian | Kath. Filialkirche St. Sebastian, Saalbau mit Walmdach und Nordturm mit Kleeblattbogenfriesen und Steildachturm, um 1500 erbaut, 1744 barockisiert, 1835 nach Westen verlängert; mit Ausstattung; Friedhofsmauer, Roll- und Bruchsteinmauerwerk,noch 17. Jh. | D-7-77-151-34 | weitere Bilder |

### Engratsried
| Lage                      | Objekt      | Beschreibung | Akten-Nr.     | Bild        |
| ------------------------- | ----------- | --- | ------------- | ----------- |
| Engratsried 19 (Standort) | Ortskapelle | Ortskapelle, Satteldachbau mit Rundbogenfenstern und westlichem Dachreiter mit Spitzhelm, 1881 erbaut; mit Ausstattung. | D-7-77-151-35 | Ortskapelle |

### Ennenhofen
| Lage                           | Objekt         | Beschreibung | Akten-Nr.     | Bild          |
| ------------------------------ | -------------- | --- | ------------- | ------------- |
| Ennenhofer Straße 3 (Standort) | Getreidekasten | Getreidekasten in Blockbauweise, in einen Stadelneubau integriert, 17./18. Jahrhundert                                        | D-7-77-151-36 | BW            |
| Ennenhofer Straße 4 (Standort) | Weilerkapelle  | Weilerkapelle, kleiner Satteldachbau mit südlichem hölzernen Dachreiter und Rundbogenöffnungen, 1875 erbaut; mit Ausstattung. | D-7-77-151-37 | Weilerkapelle |

### Fechsen
| Lage                                | Objekt                           | Beschreibung | Akten-Nr.     | Bild           |
| ----------------------------------- | -------------------------------- | --- | ------------- | -------------- |
| Bischof-Geiger-Straße 10 (Standort) | Kapelle St. Johannes von Nepomuk | Kath. Kapelle St. Johannes von Nepomuk, Satteldachbau mit Rundbogenfenstern sowie südöstlichem Dachreiter mit oktogonalem Aufsatz und Zwiebelhaube, 1727 erbaut, 1845 Sakristei ergänzt; mit Ausstattung. | D-7-77-151-39 | weitere Bilder |

### Geisenried
| Lage                                  | Objekt                              | Beschreibung | Akten-Nr.     | Bild           |
| ------------------------------------- | ----------------------------------- | --- | ------------- | -------------- |
| Austraße 2 (Standort)                 | Bauernhaus                          | Mitterstallbau, zweigeschossiger Flachsatteldachbau mit Hakenschopf, Tennenbundwerk und dreifacher, bemalter Kerbschnitzerei, 18. Jahrhundert                                                                               | D-7-77-151-42 | Bauernhaus     |
| Austraße 4 (Standort)                 | Bauernhaus                          | Wohnteil des ehemaligen Bauernhauses, zweigeschossiger Flachsatteldachbau, an der Nordseite teils verbrettert, im Kern 1. Hälfte 18. Jahrhundert                                                                            | D-7-77-151-43 | Bauernhaus     |
| Geisenrieder Straße 8, 8 a (Standort) | Pfarrhaus                           | zweigeschossiger Walmdachbau mit Architekturmalereien, 1749 von Philipp Martin erbaut; Pfarrstadel, verbretterter Ständerbau mit Flachsatteldach und 2 Quertennen, 1787 errichtet.                                          | D-7-77-151-44 | weitere Bilder |
| Geisenrieder Straße 11 (Standort)     | Pfarrkirche St. Alban und Katharina | Saalbau mit Satteldach und Westturm mit Steildach, barock, 1700/01 durch Michael Natter evtl. unter Beteiligung von Johann Jakob Herkommer erbaut, 1702 Weihe, 1730 Chor- und 1781 Langhausdecke erneuert; mit Ausstattung. | D-7-77-151-45 | weitere Bilder |
| Salaäcker; 500 m östlich (Standort)   | Wegkapelle                          | kleiner Massivbau, über der Tür bez. 1695. | D-7-77-151-49 | Wegkapelle     |

### Hagmoos
| Lage                 | Objekt        | Beschreibung | Akten-Nr.     | Bild           |
| -------------------- | ------------- | --- | ------------- | -------------- |
| Hagmoos 5 (Standort) | Marienkapelle | Kath. Marienkapelle, Satteldachbau mit Rundbogenfenstern und oktogonalem Dachreiter mit Zwiebelhaube, 1762 erbaut; mit Ausstattung. | D-7-77-151-50 | weitere Bilder |

### Hattenhofen
| Lage                      | Objekt                   | Beschreibung | Akten-Nr.     | Bild           |
| ------------------------- | ------------------------ | --- | ------------- | -------------- |
| Hattenhofen 24 (Standort) | Filialkirche St. Andreas | Kath. Filialkirche St. Andreas, Saalbau mit Nordturm und Steildächern, spätgotisch, um 1680 Erhöhung und Verlängerung des Schiffs sowie Umgestaltung; mit Ausstattung. | D-7-77-151-51 | weitere Bilder |

### Hausen
| Lage                     | Objekt             | Beschreibung | Akten-Nr.     | Bild           |
| ------------------------ | ------------------ | --- | ------------- | -------------- |
| Ortsstraße 16 (Standort) | Kapelle St. Isidor | Kath. Kapelle St. Isidor, Satteldachbau mit westlichem oktogonalen Dachreiter mit Zwiebel, vor 1754 erbaut; mit Ausstattung. | D-7-77-151-52 | weitere Bilder |

### Heiland
| Lage                  | Objekt     | Beschreibung | Akten-Nr.     | Bild       |
| --------------------- | ---------- | --- | ------------- | ---------- |
| Heiland 35 (Standort) | Bauernhaus | Bauernhaus, Mitterstallbau, zweigeschossiger Satteldachbau mit Andreaskreuz über dem Stalltor, bemalten Kerbschlingen und Kruzifix mit Arma Sacra, im Kern Ende 18. Jh. | D-7-77-151-53 | Bauernhaus |

### Hummeratsried
| Lage                        | Objekt                         | Beschreibung                                                                                         | Akten-Nr.     | Bild           |
| --------------------------- | ------------------------------ | --- | ------------- | -------------- |
| Hummeratsried 24 (Standort) | Katholische Kapelle St. Magnus | Kath. Kapelle St. Magnus, kleiner Satteldachbau mit Rundbogenfenstern, 1848 erbaut; mit Ausstattung. | D-7-77-151-54 | weitere Bilder |

### Kohlhunden
| Lage                     | Objekt                    | Beschreibung | Akten-Nr.     | Bild           |
| ------------------------ | ------------------------- | --- | ------------- | -------------- |
| Kohlhunden 15 (Standort) | Katholische Marienkapelle | Kath. Marienkapelle, Satteldachbau mit Westturm mit oktogonalem Aufsatz und Zwiebelhaube sowie Vorzeichen, 1701 erbaut; mit Ausstattung. | D-7-77-151-55 | weitere Bilder |

### Leuterschach
| Lage                          | Objekt                                            | Beschreibung | Akten-Nr.     | Bild                        |
| ----------------------------- | ------------------------------------------------- | --- | ------------- | --------------------------- |
| Am Ruderatsbach 1 (Standort)  | Ehemaliges Bauernhaus                             | Wohnteil des ehemaligen Bauernhauses, zweigeschossiger Flachsatteldachbau mit Kerbschnitzerei und profilierter Büge sowie Spätrokoko-Fresko auf der Südseite, im Kern 18. Jh. | D-7-77-151-57 | Ehemaliges Bauernhaus       |
| Benefiziumstraße 1 (Standort) | Ehemaliges Benefiziatenhaus                       | zweigeschossiger Satteldachbau, um 1830/40 erbaut und später verändert; mit rückseitigem Wirtschaftsteil, Ständerriegelbau mit Kerbschnitzerei, Flachsatteldach und kräftigen Bügen, Mitte 18. Jh. | D-7-77-151-58 | Ehemaliges Benefiziatenhaus |
| Benefiziumstraße 5 (Standort) | Pfarrhaus                                         | zweigeschossiger Steilsatteldachbau, 1762 nach Voranschlag von Franz Kleinhans und nach eigenhändigem Plan des Pfarrers Johann Petrus Truckenmiller über dem Unterbau des Pfarrhauses von 1665 erbaut; Pfarrstadel, verschalter Ständerbau mit Flachsatteldach und Riegelwand.                         | D-7-77-151-59 | Pfarrhaus                   |
| Kirchhaldeweg 4 (Standort)    | Katholische Pfarrkirche St. Johannes der Täufer   | Saalbau mit Satteldach und quadratischem Nordturm mit oktogonalem Aufsatz und Zwiebelhaube, barock, 1692/93 Neubau unter teilweiser Verwendung des spätmittelalterlichen Vorgängerbaus, 1727/28 nach Plänen von Johann Georg Fischer Turmerneuerung, 1733–37 Erhöhung des Langhauses; mit Ausstattung. | D-7-77-151-60 | weitere Bilder              |
| Mühlbichel (Standort)         | Ausstattung der ehemaligen Dreifaltigkeitskapelle | in 2017 an veränderter Stelle errichteter Kopie der 1962 abgebrochenen Kapelle | D-7-77-151-97 | BW                          |
| St.-Mang-Straße 12 (Standort) | Katholische Wallfahrtskirche St. Magnus           | Saalbau mit Satteldach und Südturm mit Wandgliederung, oktoganlem Aufsatz und Zwiebelhaube, barock, 1485 erstmals erwähnt, 1681 wohl von Caspar Feichtmayr unter Beibehaltung der Turmuntergeschosse Neubau, 1733 Erhöhung des Langhauses; mit Ausstattung                                             | D-7-77-151-61 | weitere Bilder              |

### Osterried
| Lage                 | Objekt                           | Beschreibung | Akten-Nr.     | Bild           |
| -------------------- | -------------------------------- | --- | ------------- | -------------- |
| Osterried (Standort) | Katholische Kapelle St. Wendelin | Kath. Kapelle St. Wendelin, Satteldachbau mit westlichem Dachreiter mit Spitzhelm, 1726 oder 1732 erbaut; mit Ausstattung. | D-7-77-151-63 | weitere Bilder |

### Rieder
| Lage                    | Objekt                  | Beschreibung | Akten-Nr.     | Bild           |
| ----------------------- | ----------------------- | --- | ------------- | -------------- |
| Dorfstraße 8 (Standort) | Filialkirche St. Joseph | Kath. Filialkirche St. Joseph, Saalbau mit Satteldach, geschwungenen, dreigeteilten Fenstern und quadratischem Nordturm mit Zwiebelhaube, barock, 1763 nach Plan von Franz Karl Fischer erbaut unter Einbeziehen einer abgebrochenen Kapelle des späten 17. Jh. als Chor; mit Ausstattung. | D-7-77-151-65 | weitere Bilder |

### Ronried
| Lage                           | Objekt              | Beschreibung | Akten-Nr.     | Bild                |
| ------------------------------ | ------------------- | --- | ------------- | ------------------- |
| Ronrieder Straße 15 (Standort) | Kapelle St. Hilaria | Kath. Kapelle St. Hilaria, Satteldachbau mit Rundbogenfenstern und Nordturm mit Zwiebelhaube, um 1500 erbaut, 1679 erweitert, 1846 Turmerhöhung; mit Ausstattung. | D-7-77-151-66 | Kapelle St. Hilaria |

### Schwenden
| Lage                   | Objekt            | Beschreibung                                                                                     | Akten-Nr.     | Bild              |
| ---------------------- | ----------------- | ------------------------------------------------------------------------------------------------ | ------------- | ----------------- |
| Schwenden 1 (Standort) | Kapelle St. Maria | Kath. Kapelle St. Maria, Satteldachbau mit kleinem Anbau mit Walmdach, um 1760; mit Ausstattung. | D-7-77-151-67 | Kapelle St. Maria |

### Selbensberg
| Lage                      | Objekt     | Beschreibung | Akten-Nr.     | Bild       |
| ------------------------- | ---------- | --- | ------------- | ---------- |
| Selbensberg 17 (Standort) | Bauernhaus | Mittertennbau, zweigeschossiger Flachsatteldachbau mit dem Wohnteil in verputzter Ständerbohlenbauweise, 18. Jahrhundert, sowie dem Wirtschaftsteil mit Wiederkehr und Hochtenne, 19. Jahrhundert | D-7-77-151-85 | Bauernhaus |

### Sulzschneid
| Lage                                                                                       | Objekt                     | Beschreibung | Akten-Nr.     | Bild           |
| ------------------------------------------------------------------------------------------ | -------------------------- | --- | ------------- | -------------- |
| Baldaufstraße 3 (Standort)                                                                 | Bauernhaus                 | zweigeschossiger Flachsatteldachbau in verputzter Ständerbauweise mit Kniestock mit Andreaskreuzen und Bundwerk über dem Tennentor, im Kern um 1800. | D-7-77-151-68 | Bauernhaus     |
| Heinrich-Edel-Straße 1 (Standort)                                                          | Pfarrkirche St. Pankratius | Katholische Pfarrkirche, Saalbau mit Satteldach und quadratischem Nordturm mit Oktogon und Zwiebelhaube, barock, 1724 und 1735 Pläne von Johann Georg Fischer, 1739–40 durch Joseph Halbritter teilweise umgesetzt, 1742 Turm vollendet und Weihe; mit Ausstattung; Friedhofsmauer, Ziegelmauerwerk mit Blendbögen, 2. Hälfte 18. Jahrhundert | D-7-77-151-69 | weitere Bilder |
| In der Hölle (ca. 2 km nordwestlich des Ortes an der Straße nach Marktoberdorf) (Standort) | Wegkapelle                 | Massivbau mit Rundbogenöffnungen und Gesimsband, 1886 erbaut. | D-7-77-151-77 | Wegkapelle     |
| Kapelläcker (Standort)                                                                     | Kapelle                    | Massivbau mit Gesimsband, 1869 an der Stelle der alten Pfarrkirche erbaut. | D-7-77-151-71 | Kapelle        |
| Ludwigstraße 9 (Standort)                                                                  | Kapelle                    | Massivbau mit halbrund geschlossenem Chor, mittleres 19. Jahrhundert; mit Ausstattung. | D-7-77-151-73 | Kapelle        |
| Schmid’s Wies 1 (Standort)                                                                 | Kapelle                    | Kapelle, Massivbau mit Vordach, Dachreiter und Steildächern, 1926 erbaut. | D-7-77-151-78 | Kapelle        |
| Tirolerstraße Ecke Baldaufstraße (Standort)                                                | Wegkreuz                   | großes Holzkreuz mit gusseisernem Kruzifixus, 19. Jahrhundert | D-7-77-151-76 | Wegkreuz       |

### Thalhofen an der Wertach
| Lage                        | Objekt                              | Beschreibung | Akten-Nr.     | Bild           |
| --------------------------- | ----------------------------------- | --- | ------------- | -------------- |
| Burgstraße 1 (Standort)     | Katholische Pfarrkirche St. Michael | Saalbau mit Satteldach und quadratischer Südturm mit Spitzhelm, um 1475 geweihter, spätgotischer Bau, 1687 barock umgestaltet, 1719 nach Westen verlängert; mit Ausstattung; Friedhofsmauer, Klaubsteinmauerwerk, 16. Jahrhundert; Torhaus mit Rundbogenöffnung und Satteldach, 16. Jahrhundert | D-7-77-151-79 | weitere Bilder |
| Mühlbachstraße 1 (Standort) | Pfarrhaus                           | zweigeschossiger Satteldachbau, 1784 über älterem Kern erbaut. | D-7-77-151-80 | Pfarrhaus      |

### Weibletshofen
| Lage                       | Objekt              | Beschreibung | Akten-Nr.     | Bild                |
| -------------------------- | ------------------- | --- | ------------- | ------------------- |
| Weibletshofen 7 (Standort) | Katholische Kapelle | Satteldachbau mit Rundbogenöffnungen und Westturm mit Spitzhelm, 1829 erbaut, um 1900 Turm und Vorzeichen ergänzt; mit Ausstattung | D-7-77-151-83 | Katholische Kapelle |

## Ehemalige Baudenkmäler
In diesem Abschnitt sind Objekte aufgeführt, die früher einmal in der Denkmalliste eingetragen waren, jetzt aber nicht mehr. Objekte, die in anderem Zusammenhang also z. B. als Teil eines Baudenkmals weiter eingetragen sind, sollen hier nicht aufgeführt werden. Aktennummern in diesem Abschnitt sind ehemalige, jetzt nicht mehr gültige Aktennummern.

| Lage                                               | Objekt                                          | Beschreibung                                                                             | Akten-Nr.     | Bild                  |
| -------------------------------------------------- | ----------------------------------------------- | ---------------------------------------------------------------------------------------- | ------------- | --------------------- |
| Marktoberdorf Marktplatz 13 (Standort)             | historische Ausstattungsstücke im Neuen Rathaus | (das Gebäude ist weiterhin als D-7-77-151-14 in der Denkmalliste eingetragen)            | D-7-77-151-14 | BW                    |
| Bertoldshofen Schloßbergstraße 11 (Standort)       | Bauernhaus                                      | Mittertennbau mit Flachdach und bemalten Balkenköpfen um 1820/40.                        | D-7-77-151-27 | BW                    |
| Ennenhofen Ennenhofer Straße 3 (Standort)          | Sandsteintafel                                  | Relief und Inschrift, bezeichnet "1702".                                                 | D-7-77-151-36 | Sandsteintafel        |
| Fechsen Ellenbergstraße 4 (Standort)               | Hausfigur                                       | hl. Florian, 19. Jahrhundert                                                             | D-7-77-151-40 | Hausfigur             |
| Geisenried Geisenrieder Straße 14 (Standort)       | Haustür                                         | geschnitzte Rokokoornamente, um 1770.                                                    | D-7-77-151-46 | Haustür               |
| Geisenried Geisenrieder Straße 16 (Standort)       | Ehemaliges Bauernhaus                           | Mittertenne und Wiederkehr, 1. Drittel 19. Jahrhundert                                   | D-7-77-151-47 | Ehemaliges Bauernhaus |
| Geisenried Geisenrieder Straße 20 (Standort)       | Bauernhaus                                      | Mittertenne, darüber Andreaskreuz, Hakenschopf, 18./19. Jahrhundert                      | D-7-77-151-48 | Bauernhaus            |
| Leuterschach Kirchhaldeweg 4 (Standort)            | Leichenhaus                                     | mit historischen Ausstattungsstücken.                                                    | D-7-77-151-62 | BW                    |
| Sulzschneid Hoheneggstraße 4 (Standort)            | Holzfigur                                       | Kruzifixus, mittleres 19. Jahrhundert                                                    | D-7-77-151-70 | Holzfigur             |
| Sulzschneid Ludwigstraße 8 (Standort)              | Holzkreuz                                       | Holzkreuz mit gusseisernem Kruzifix und arma sacra, 19. Jahrhundert; am Wirtschaftsteil. | D-7-77-151-72 | Holzkreuz             |
| Sulzschneid Tiroler Straße 9 (Standort)            | Auferstehungschristus                           | Holzfigur, wohl 16. Jahrhundert; im Giebel.                                              | D-7-77-151-75 | Auferstehungschristus |
| Thalhofen an der Wertach Lobachstraße 9 (Standort) | Kleinbauernhaus                                 | Mitterstallbau mit Hakenschopf, im Kern 2. Hälfte 18. Jahrhundert                        | D-7-77-151-81 | Kleinbauernhaus       |

## Abgegangene Baudenkmäler
In diesem Abschnitt sind Objekte aufgeführt, die früher einmal in der Denkmalliste eingetragen waren, jetzt aber nicht mehr existieren, z. B. weil sie abgebrochen wurden. Aktennummern in diesem Abschnitt sind ehemalige, jetzt nicht mehr gültige Aktennummern.
| Lage                                                         | Objekt                | Beschreibung | Akten-Nr.     | Bild        |
| ------------------------------------------------------------ | --------------------- | --- | ------------- | ----------- |
| Bertoldshofen Fischerweg 3 (Standort)                        | Bauernhaus            | zum Teil verputzter Ständerbau mit Hakenschopf, Tennenbundwerk und Flachdach, Ende 18. Jahrhundert; abgebrochen 2011 | D-7-77-151-23 | Bauernhaus  |
| Bertoldshofen Fischerweg 4 (Standort)                        | Ehemaliges Bauernhaus | urtümlicher Mittertennbau mit Flachdach, auf 3 Seiten verbrettert, noch 17. Jahrhundert                              | D-7-77-151-24 | BW          |
| Ettwiesen 500 m südlich des Weilers (Standort)               | Waldkapelle           | Ehemalige Wallfahrtskapelle zum „Ettwieser Kindle“, erbaut 1881; mit Ausstattung; durch Neubau ersetzt               | D-7-77-151-38 | Waldkapelle |
| Fechsen Ellenbergstraße 8 (Standort)                         | Ehemaliges Bauernhaus | Wohnteil verputzter Ständerbau mit profilierten Pfettenköpfen, Anfang 19. Jahrhundert                                |               | BW          |
| Osterried Osterried 14 (Standort)                            | Bauernhaus            | Mitterstallbau mit profilierten Bügen und Andreaskreuz, im Kern Mitte 18. Jahrhundert                                | D-7-77-151-64 | BW          |
| Thalhofen an der Wertach an der Straße nach Marktoberdorf () | Bildstock             | 19. Jahrhundert | D-7-77-151-82 |             |